# Klec bláznů (film)
Klec bláznů (v originále La Cage aux Folles) je filmová adaptace z roku 1978 divadelní hry Jeana Poireta z roku 1973. Režiíroval ji Édouard Molinaro, hudbu k filmu složil Ennio Morricone. Film vypráví příběh životních partnerů Renata, manažera nočního travesty klubu v Saint-Tropez, a Albina, který je jeho hlavní hvězdou. Vše se zamotá, když Renatův syn přivede na večeři konzervativní rodiče své snoubenky, aby se poznali.
Film si diváci oblíbili hlavně díky humoru, zajímavé zápletce a dojemnému konci. Promítal se více než rok v Paris Theatre v Londýně, v kinech v New Yorku i v dalších kinech po celých Spojených státech. Po léta se stal nejúspěšnějším zahraničním filmem promítaným v USA. Na rozdíl od jiných neanglicky mluvených filmů anglické znění namluvili původní herci.

## Obsazení

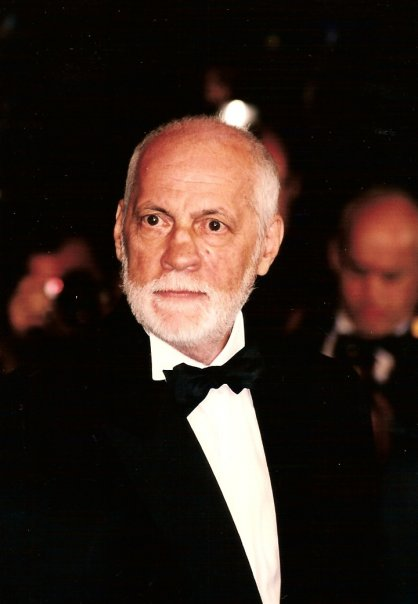
Představitel Albína/Zazy Michel Serrault v roce 1997 na festivalu v Cannes

Hvězda filmu Michel Serrault hrál roli Albína i v původní divadelní hře.
| Ugo Tognazzi     | Renato Baldi, majitel klubu             |
| Michel Serrault  | Albin Mougeotte / „Zaza Napoli“         |
| Rémi Laurent     | Laurent Baldi, Renatův syn              |
| Claire Maurier   | Simone, Laurentova matka                |
| Luisa Maneri     | Andrea Charrier, Laurentova nastávající |
| Benny Luke       | Jacob, sluha                            |
| Carmen Scarpitta | Louise Charrier, matka nastávající      |
| Michel Galabru   | Simon Charrier, otec nastávající        |

## Pokračování a remake
Film se dočkal dvou pokračování: Klec bláznů II (1980) v režii Édouarda Molinara a Klec bláznů 3 – svatba (1985), v režii Georgese Lautnera.
V roce 1996 byl natočen americký remake Ptačí klec v režii Mikea Nicholse. Jeho děj byl přenesen na South Beach v Miami a ústřední partnerskou dvojici hráli Robin Williams a Nathan Lane.
Úspěšný byl také broadwayský muzikál Klec bláznů, zpracovaný podle hry a filmu. Ten byl v roce 1998 uveden i v české premiéře, a to v Hudebním divadle Karlín s Ladislavem Županičem a Pavlem Soukupem v hlavních rolích. Ladislav Županič získal za svou roli Albína/Zazy Cenu Thálie 1998. Roku 2000 byl muzikál uveden i v nastudování brněnského Národního divadla s Liborem Zavislanem a alternujícími Jiřím Horkým a Iljou Kreslíkem.